# Арцалинех
Арцалинех (в низовье Бурши) — река в России, протекает в Республике Дагестан (Лакский район). Устье реки находится в 66 км по правому берегу реки Казикумухское Койсу. Длина реки составляет 18 км.

## Притоки
Имеет один единственный приток — Акулалу.

## Данные водного реестра
По данным государственного водного реестра России относится к Западно-Каспийскому бассейновому округу, водохозяйственный участок реки — Сулак от истока до Чиркейского гидроузла, речной подбассейн реки — Подбассейн отсутствует. Речной бассейн реки — Казикумухское Койсу.
По данным геоинформационной системы водохозяйственного районирования территории РФ, подготовленной Федеральным агентством водных ресурсов:
- Код водного объекта в государственном водном реестре — 07030000112109300001206
- Код по гидрологической изученности (ГИ) — 109300120
- Код бассейна — 07.03.00.001
- Номер тома по ГИ — 09
- Выпуск по ГИ — 3